# Laskowice (Jeżewo)
Laskowice, auch Laskowice Pomorskie (deutsch Laskowitz, 1942–1945 deutsch Lassewitz) ist ein Dorf in der Landgemeinde Jeżewo im Powiat Świecki der polnischen Woiwodschaft Kujawien-Pommern.

## Geographische Lage
Laskowice liegt zehn Kilometer nördlich der Kreisstadt Świecie (Schwetz). Nordöstlich des Ortes liegt der Jezioro Laskowickie (Laskowitzer See).

## Geschichte

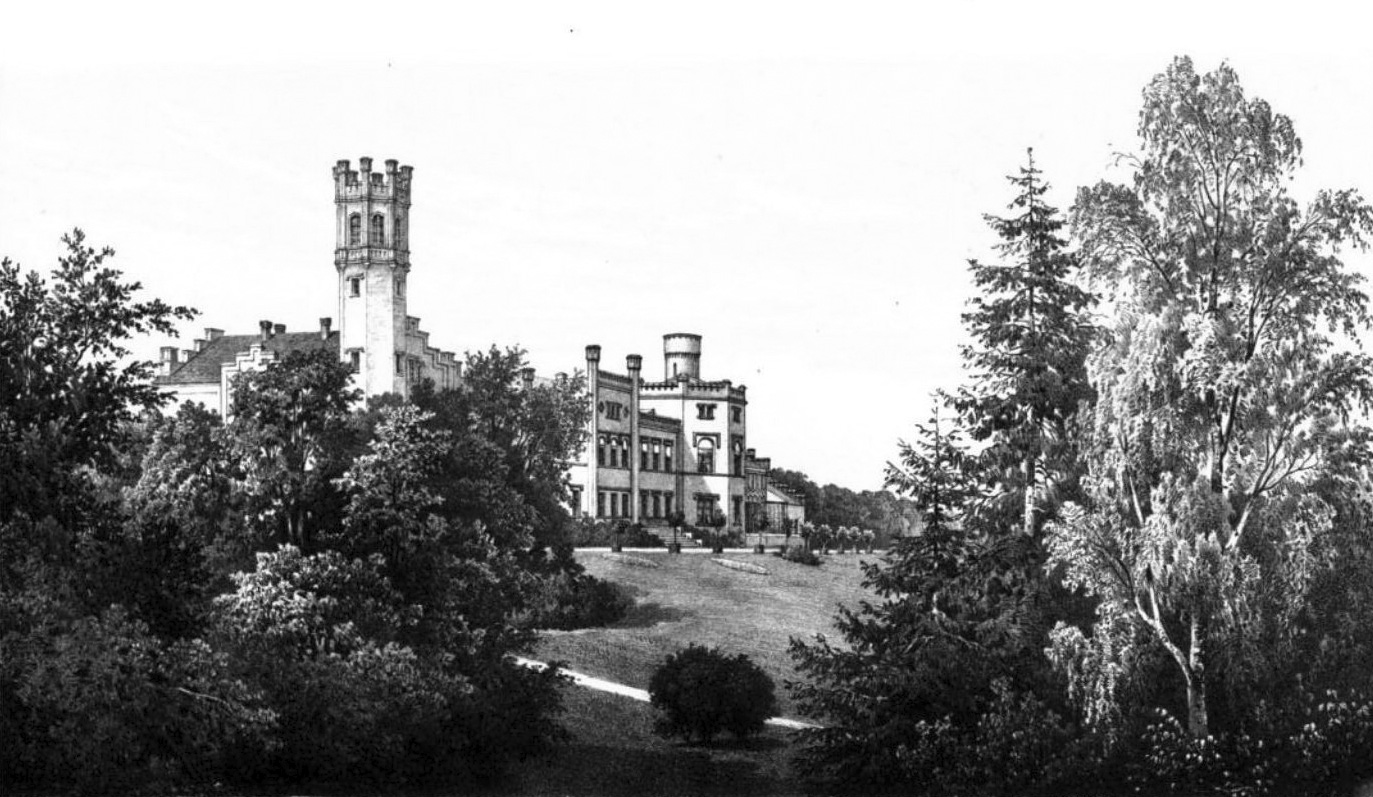
Schloss Laskowitz im Gutsbezirk Laskowitz (Lithographie, ca. 1870)

Der Ort wurde erstmals 1328 urkundlich erwähnt. Um 1785 hatte das adlige Gut und Vorwerk Laskowice oder Laskowitz 18 Feuerstellen (Haushaltungen). Im Zeitraum 1900–1902 wurde aus Teilen des Gutsbezirks Laskowitz die eigenständige Landgemeinde Laskowitz Bahnhof gebildet; sie wurde in den Amtsbezirk Laskowitz eingegliedert.
Um 1870 war Adolph von Gordon-Coldwells, Mitglied des Herrenhauses, Fideikommissbesitzer des Ritterguts Laskowitz. Um 1900 wird Franz von Gordon-Coldwells als Fideikommissbesitzer genannt. Die Vorfahren der Familie Gordon-Coldwells stammten aus Aberdeenshire, Schottland.
Nach dem Ersten Weltkrieg musste der Ort aufgrund der Bestimmungen des Versailler Vertrags wie der gesamte Kreis Schwetz im westpreußischen Regierungsbezirk Marienwerder zum Zweck der Einrichtung des Polnischen Korridors an Polen abgetreten werden.
Im Zweiten Weltkrieg wurde Laskowice 1939 von der deutschen Wehrmacht besetzt. Bis 1945 waren das Dorf Laskowitz (Bahnhof) und der Gutsbezirk Laskowitz dem Landkreis Schwetz im Regierungsbezirk Bromberg, Reichsgau Danzig-Westpreußen, zugeordnet. Kurzzeitig erhielt die Ortschaft den Namen Lassewitz. Nach Kriegsende 1945 wurden die deutschen Einwohner vertrieben.
1989 wurde in Laskowice eine Schule für Schüler von der ersten bis zur dritten Klasse errichtet, heute befindet sich im Gebäude eine Mittelschule.

### Demographie
| Jahr | Einwohnerzahl | Anmerkungen |
| 1676 | 55            | [ 11 ] |
| 1773 | 131           | in 30 Haushaltungen |
| 1818 | 92            | [ 12 ] |
| 1864 | 258           | am 3. Dezember, davon 82 Evangelische und 185 Katholiken |
| 1867 | 409           | am 3. Dezember |
| 1871 | 386           | am 1. Dezember, davon 121 Evangelische und 265 Katholiken |
| 1905 | 384           | [ 2 ] |
| 1910 | 368           | am 1. Dezember (ohne den Gutsbezirk Laskowitz mit insgesamt 409, davon 338 deutschsprachigen und 71 polnischsprachigen Einwohnern); davon 293 Evangelische, 70 Katholiken und vier Juden (364 mit deutscher und drei mit polnischer Muttersprache, ein Einwohner spricht deutsch und eine andere Sprache) |

## Verkehr

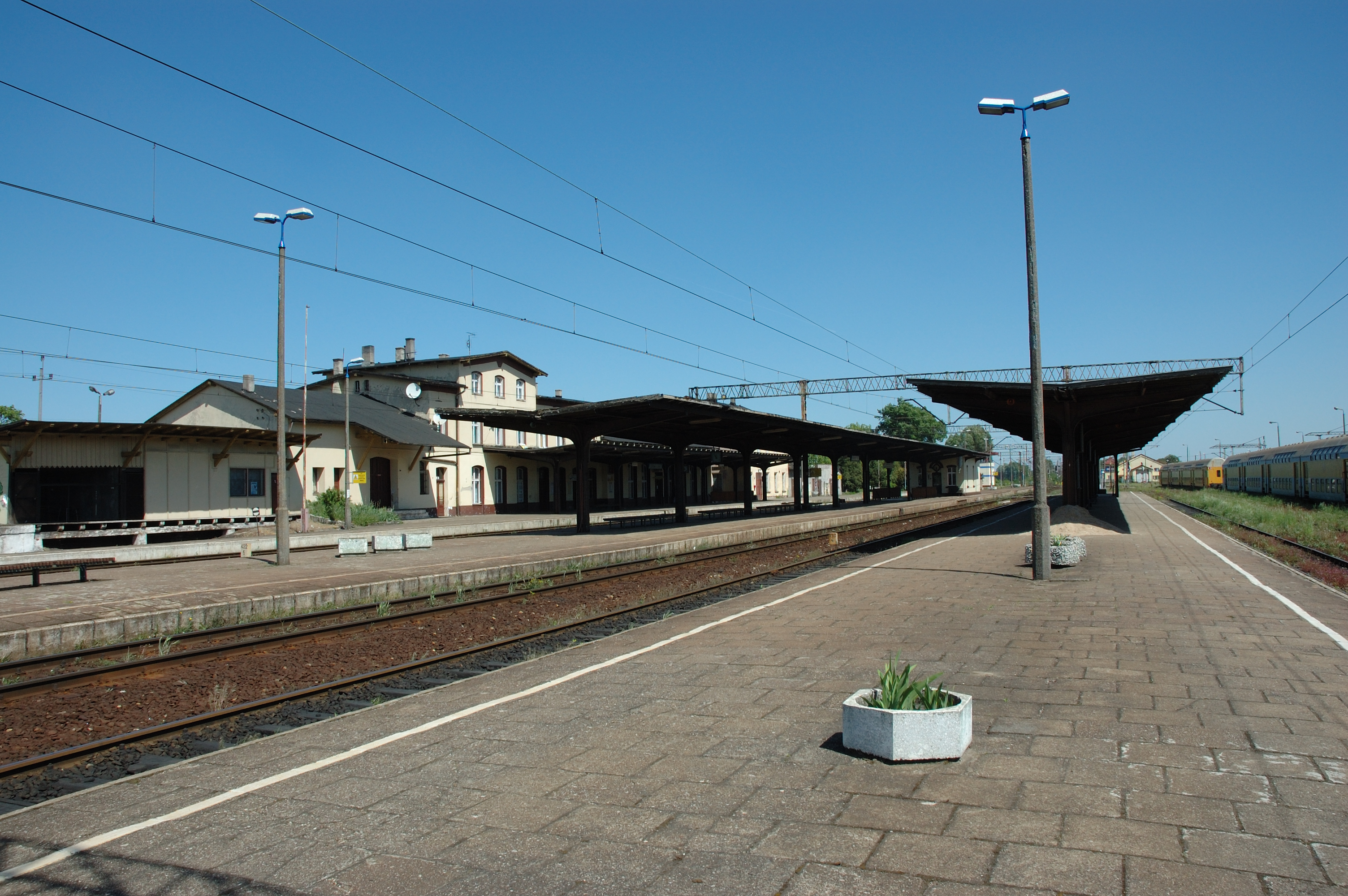
Bahnhof Laskowice Pomorskie

Durch Laskowice führen die Woiwodschaftsstraßen DW 239 und DW 272, die den Ort mit den umliegenden Dörfern sowie den Schnellstraßen A1 und S5 verbinden. Laskowice liegt außerdem an mehreren Eisenbahnstrecken und bildet mit seinem Bahnhof Laskowice Pomorskie einen wichtigen Knotenpunkt im polnischen Eisenbahnnetz, an dem auch Fernzüge halten. In Laskowice kreuzen sich die Eisenbahnstrecken Chorzów–Tczew und Brodnica–Chojnice, außerdem zweigt dort noch die Bahnstrecke Laskowice Pomorskie–Bąk ab, auf der Personenverkehr zurzeit bis Czersk stattfindet.

## Kirche

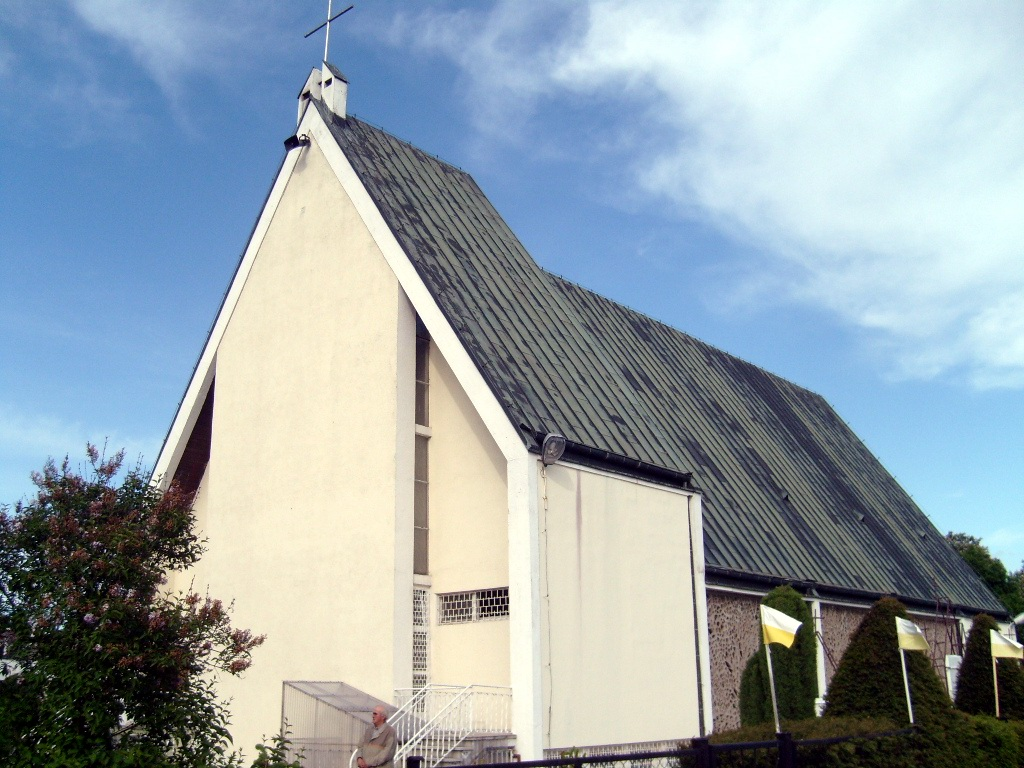
Katholische Kirche in Laskowice

Bis in das 20. Jahrhundert gehörte Laskowice zur Pfarrgemeinde in Jeżewo. 1952 wurde die Gründung einer eigenen Pfarrgemeinde in Laskowice beschlossen und ein Kloster und eine Kirche sollten errichtet werden. Nachdem ein Kloster relativ schnell errichtet wurde, verzögerte sich der Bau der Kirche, da die Politik zur Zeit der Volksrepublik Polen der Kirche ablehnend gegenüberstand. 1966 konnte dann mit der Errichtung einer Kirche begonnen werden, als man die Erlaubnis bekam, die alte Kaserne umzubauen. Bedingung dabei war, die Grundfläche des Gebäudes nicht zu vergrößern. Am 8. Dezember 1969 wurde die Kirche geweiht und 1971 der Pfarrgemeinde Laskowice übergeben.